# Deir Razih
Deir Razih, en arabe : دير رازح, est un village du gouvernorat de Hébron en Palestine, situé à 11 km au sud-ouest de Hébron, au sud-ouest de la Cisjordanie.
Selon le recensement du bureau central palestinien des statistiques, la localité compte une population de 294 habitants en 2017.